# La Vicomté-sur-Rance
La Vicomté-sur-Rance [la vikɔ̃te syʁ ʁɑ̃s] est une commune française située dans le département des Côtes-d'Armor en région Bretagne.

## Géographie
| La Rance Plouër-sur-Rance       |                      | Pleudihen-sur-Rance |
| La Rance Saint-Samson-sur-Rance | La Vicomté-sur-Rance |                     |
|                                 | Saint-Hélen          |                     |

### Hydrographie
Pour un article plus général, voir Réseau hydrographique des Côtes-d'Armor.
La commune est située dans le bassin Loire-Bretagne. Elle est drainée par la Rance et le canal d'Ille et Rance,.
La Rance, d'une longueur de 104 km, prend sa source dans la commune du Mené et se jette  dans la Manche entre Dinard et Saint-Malo, après avoir traversé 28 communes. 
Le canal d'Ille-et-Rance est un canal, chenal et un cours d'eau naturel navigable, d'une longueur de 84 km. Il prend sa source dans la commune de Montreuil-sur-Ille et se jette  dans l'Ille à Saint-Grégoire, après avoir traversé 25 communes. 

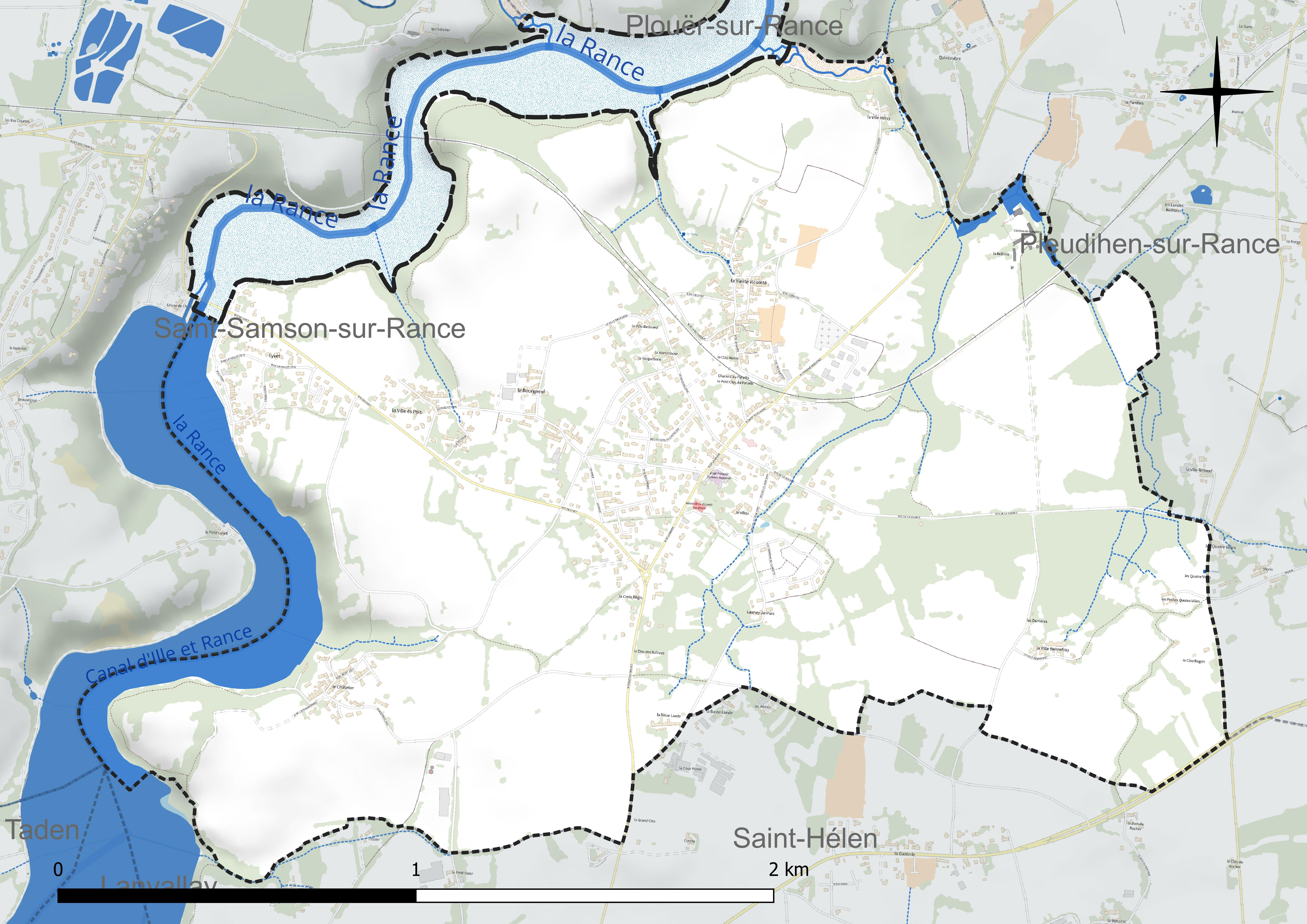
Réseau hydrographique de la Vicomté-sur-Rance.

### Climat
Pour des articles plus généraux, voir Climat de la Bretagne et Climat des Côtes-d'Armor.
En 2010, le climat de la commune est de type climat océanique altéré, selon une étude du Centre national de la recherche scientifique s'appuyant sur une série de données couvrant la période 1971-2000. En 2020, Météo-France publie une typologie des climats de la France métropolitaine dans laquelle la commune est exposée à un climat océanique et est dans la région climatique Bretagne orientale et méridionale, Pays nantais, Vendée, caractérisée par une faible pluviométrie en été et une bonne insolation. Parallèlement l'observatoire de l'environnement en Bretagne publie en 2020 un zonage climatique de la région Bretagne, s'appuyant sur des données de Météo-France de 2009. La commune est, selon ce zonage, dans la zone « Intérieur », exposée à un climat médian, à dominante océanique.  
Pour la période 1971-2000, la température annuelle moyenne est de 11,4 °C, avec  une amplitude thermique annuelle de 12,1 °C. Le cumul annuel moyen de précipitations est de 714 mm, avec 12,3 jours de précipitations en janvier et 6,5 jours en juillet. Pour la période 1991-2020, la température moyenne annuelle observée sur la station météorologique la plus proche, située sur la commune de Pleurtuit à 12 km à vol d'oiseau, est de 11,9 °C et le cumul annuel moyen de précipitations est de 752,0 mm,. Pour l'avenir, les paramètres climatiques de la commune estimés pour 2050 selon différents scénarios d'émission de gaz à effet de serre sont consultables sur un site dédié publié par Météo-France en novembre 2022.

## Urbanisme

### Typologie
Au 1er janvier 2024, La Vicomté-sur-Rance est catégorisée bourg rural, selon la nouvelle grille communale de densité à 7 niveaux définie par l'Insee en 2022.
Elle est située hors unité urbaine et hors attraction des villes,.
La commune, bordée par la Manche, est également une commune littorale au sens de la loi du 3 janvier 1986, dite loi littoral. Des dispositions spécifiques d’urbanisme s’y appliquent dès lors afin de préserver les espaces naturels, les sites, les paysages et l’équilibre écologique du littoral, tel le principe d'inconstructibilité, en dehors des espaces urbanisés, sur la bande littorale des 100 mètres, ou plus si le plan local d’urbanisme le prévoit.

### Occupation des sols
L'occupation des sols de la commune, telle qu'elle ressort de la base de données européenne d’occupation biophysique des sols Corine Land Cover (CLC), est marquée par l'importance des territoires agricoles (64 % en 2018), en diminution par rapport à 1990 (70,6 %). La répartition détaillée en 2018 est la suivante : 
zones agricoles hétérogènes (28,2 %), terres arables (27 %), zones urbanisées (21,7 %), forêts (9,7 %), prairies (8,8 %), eaux continentales (4,2 %), zones humides côtières (0,4 %). L'évolution de l’occupation des sols de la commune et de ses infrastructures peut être observée sur les différentes représentations cartographiques du territoire : la carte de Cassini (XVIIIe siècle), la carte d'état-major (1820-1866) et les cartes ou photos aériennes de l'IGN pour la période actuelle (1950 à aujourd'hui).

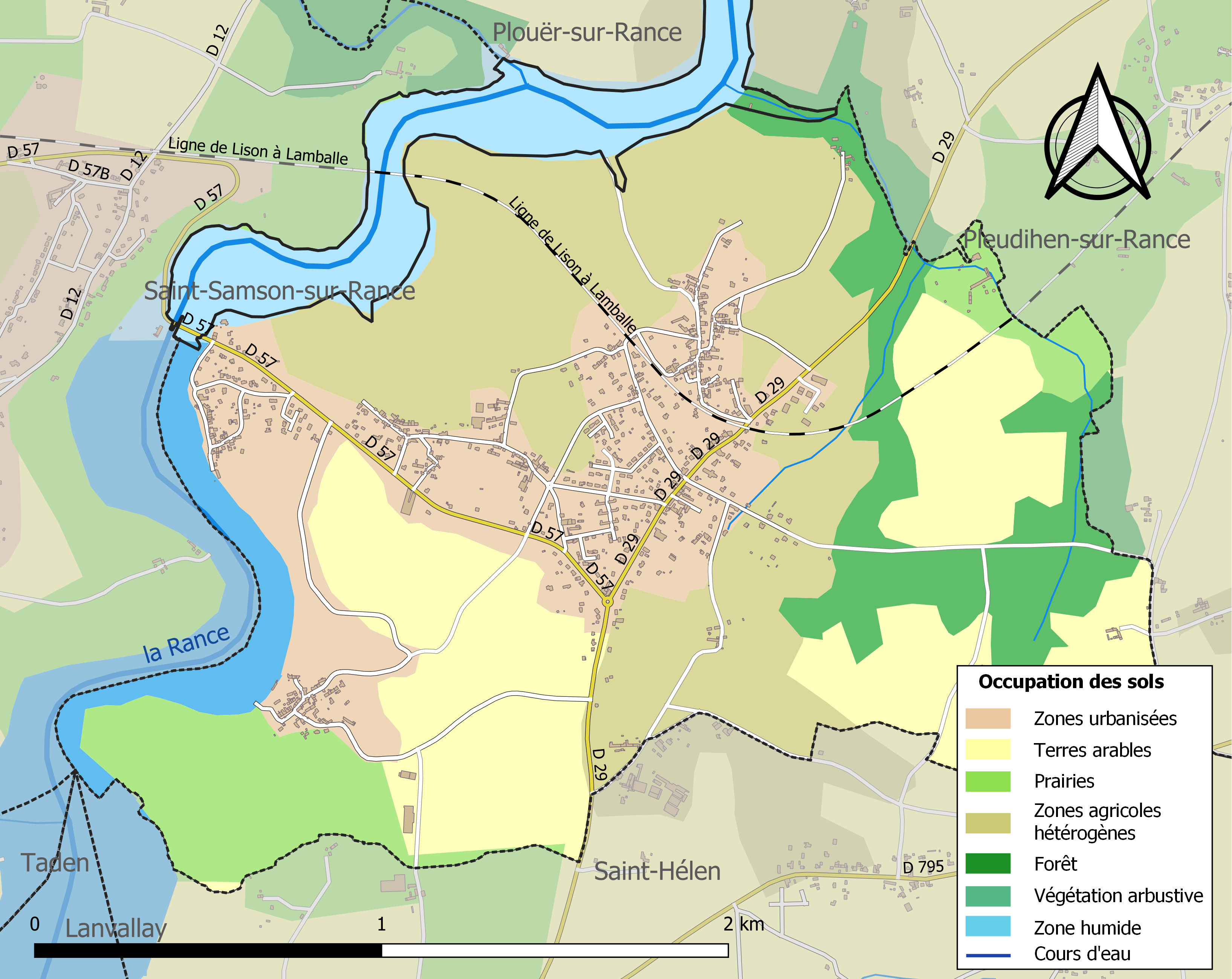
Carte des infrastructures et de l'occupation des sols de la commune en 2018 (CLC).

## Toponymie
La Vicomté-sur-Rance tire son nom de l'ancienne vicomté de La Bellière du XIIIe siècle.
C'est la première commune des Côtes-d'Armor qui ait été appelée « sur Rance ».
La forme bretonne proposée par l'Office public de la langue bretonne est Kerveskont.

## Histoire

### Préhistoire
Des bifaces moustériens, de tradition acheuléenne, en grès lustré, ont été trouvés au Bois du Rocher.

### Moyen Âge
La Bellière fut l'une des capitales, avec Dinan, du pagus Paoudour (Poudouvre), compris entre l'Arguenon et la Rance, qui était un pagus, c'est-à-dire une subdivision administrative de la Domnonée.
La vicomté de la Bellière est citée en 1461. Le château de la Bellière fut le chef-lieu de la vicomté et le château donna son nom à la commune en 1877.

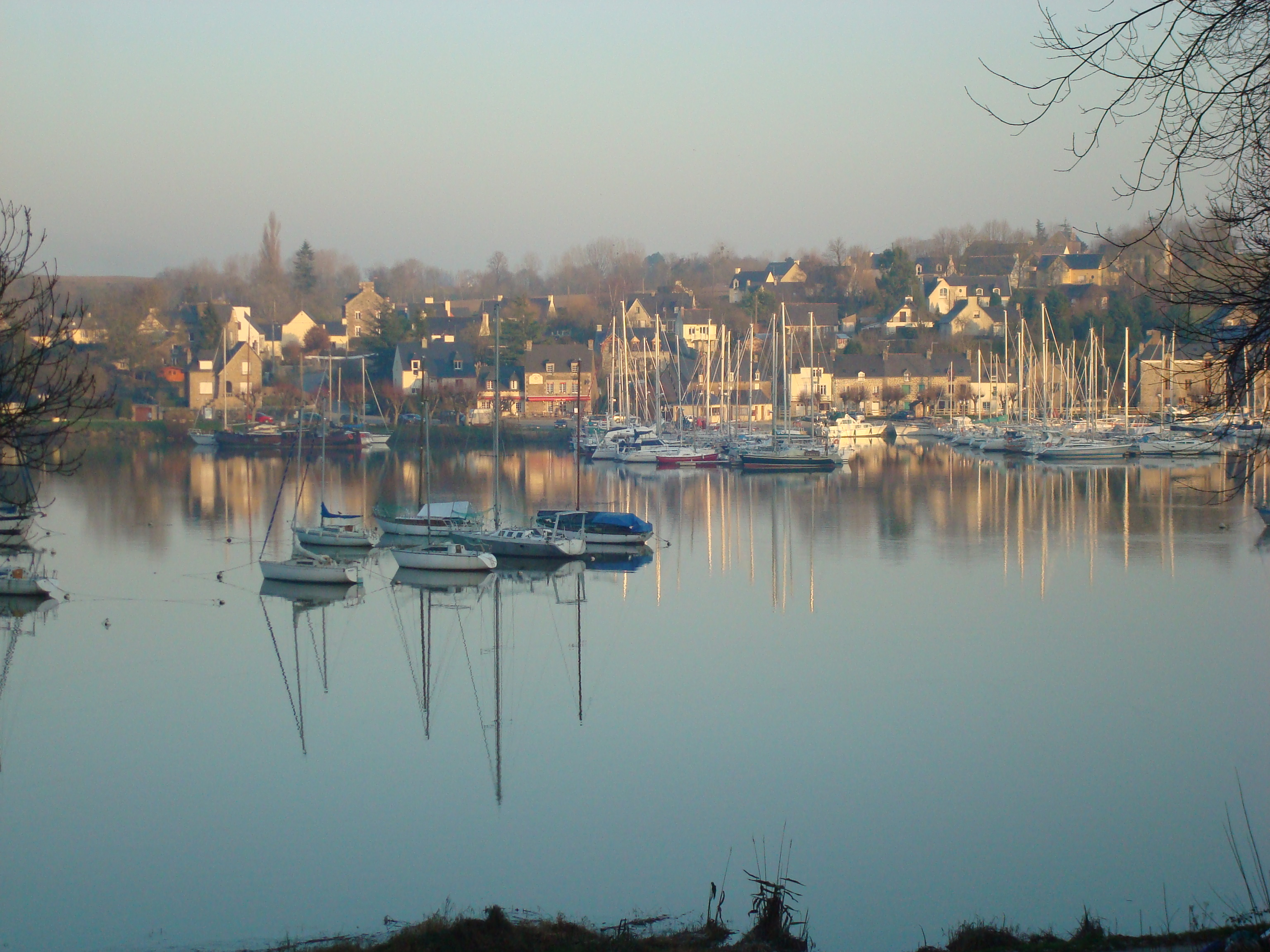
Le port de Lyvet.

### LeXXesiècle

#### Les guerres duXXesiècle
Le monument aux morts porte les noms des 53 soldats morts pour la Patrie :
- 36 sont morts durant la Première Guerre mondiale ;
- 16 sont morts durant la Seconde Guerre mondiale ;
- 1 est mort durant la guerre d'Algérie.

## Héraldique
| Blason | Blasonnement : Écartelé : au premier et au quatrième contre-écartelé d'argent et de sable au lambel de quatre pendants de l'un en l'autre en chef, au deuxième et au troisième d'or au chef endenté de sable. |

Ces armes furent portés par les vicomtes de la Bellière issus de la famille Ragunel.

## Politique et administration
| Période                                  | Période              | Identité          | Étiquette | Qualité                                    |
| ---------------------------------------- | -------------------- | ----------------- | --------- | ------------------------------------------ |
| Les données manquantes sont à compléter. |                      |                   |           |                                            |
| ca. 1960                                 | octobre 1969 (décès) | François Trichet  |           | Ingénieur et géomètre-expert               |
| décembre 1969                            | mars 1977            | François Pommeret |           | Ancien maréchal des logis, maire honoraire |
| mars 1977                                | mars 1983            | Jean Foucrit      |           | Maire honoraire                            |
| mars 1983                                | mars 1989            | Henri Egault      |           | Maire honoraire                            |
| mars 1989                                | 24 mai 2020          | Jean-Louis Rucet  | DVG       | Retraité de l'enseignement                 |
| 24 mai 2020                              | En cours             | Alain Brombin     | SE        | Retraité des Douanes                       |

## Démographie
L'évolution du nombre d'habitants est connue à travers les recensements de la population effectués dans la commune depuis 1872. Pour les communes de moins de 10 000 habitants, une enquête de recensement portant sur toute la population est réalisée tous les cinq ans, les populations de référence des années intermédiaires étant quant à elles estimées par interpolation ou extrapolation. Pour la commune, le premier recensement exhaustif entrant dans le cadre du nouveau dispositif a été réalisé en 2005.

En 2022, la commune comptait 1 142 habitants, en évolution de +8,56 % par rapport à 2016 (Côtes-d'Armor : +1,78 %, France hors Mayotte : +2,11 %).
| 1872 | 1876 | 1881 | 1886 | 1891 | 1896 | 1901 | 1906 | 1911 |
| ---- | ---- | ---- | ---- | ---- | ---- | ---- | ---- | ---- |
| 964  | 969  | 932  | 949  | 886  | 808  | 836  | 882  | 861  |

| 1921 | 1926 | 1931 | 1936 | 1946 | 1954 | 1962 | 1968 | 1975 |
| ---- | ---- | ---- | ---- | ---- | ---- | ---- | ---- | ---- |
| 778  | 818  | 796  | 773  | 802  | 752  | 791  | 692  | 726  |

| 1982 | 1990 | 1999 | 2005 | 2006 | 2010 | 2015  | 2020  | 2022  |
| ---- | ---- | ---- | ---- | ---- | ---- | ----- | ----- | ----- |
| 793  | 779  | 770  | 890  | 891  | 950  | 1 046 | 1 113 | 1 142 |

## Lieux et monuments
- Le château de la Bellière (privé), date des XIIe, XVe – XVIIe siècles, inscrit aux monuments historiques[28]. Les portes bouchées au premier étage, côté façade sur cour, indiquent l'existence d'une coursière en bois disparue[29]. En 1636, Dubuisson-Aubenay, lors d'un voyage dans l'ouest, alors qu'il passe près de Dinan, il voit « la maison de la Bellière […], au-dessous est un estang couvert de roseaus, où les estourneaus sont à foule »[30].
- Le moulin du Prat, fin XVe début XVIe siècle.
- La station moustérienne du Bois-du-Rocher, fouillée par Michel Gruet en 1959[31], a livré des instruments lithiques dont quelques-uns sont exposés à la mairie et au moulin du Prat.
- L'église Sainte-Anne, construite entre 1867 et 1869 d'après les plans de M. Launay de Dinan, le clocher a été reconstruit en 1923[32].

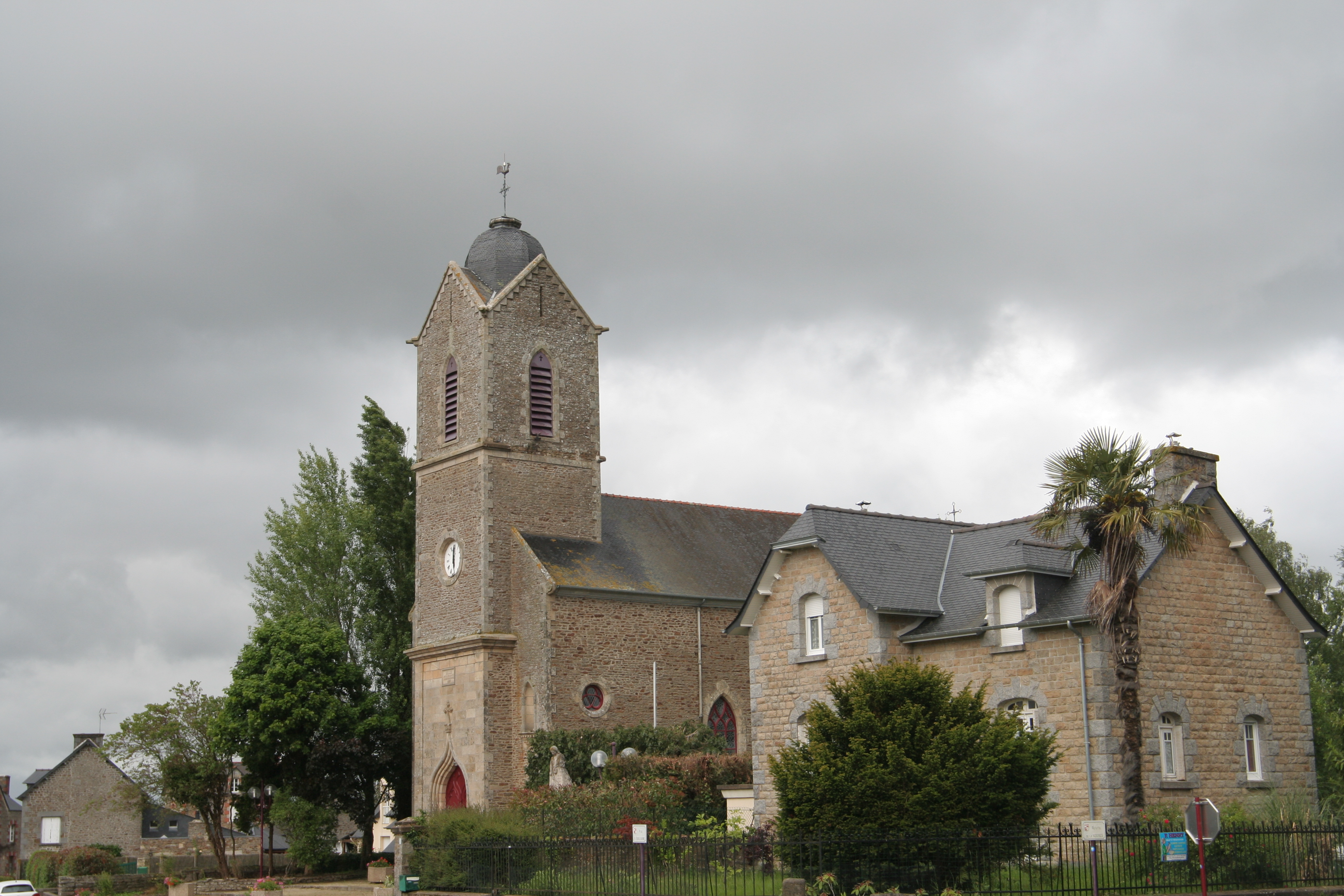
Église Sainte-Anne.
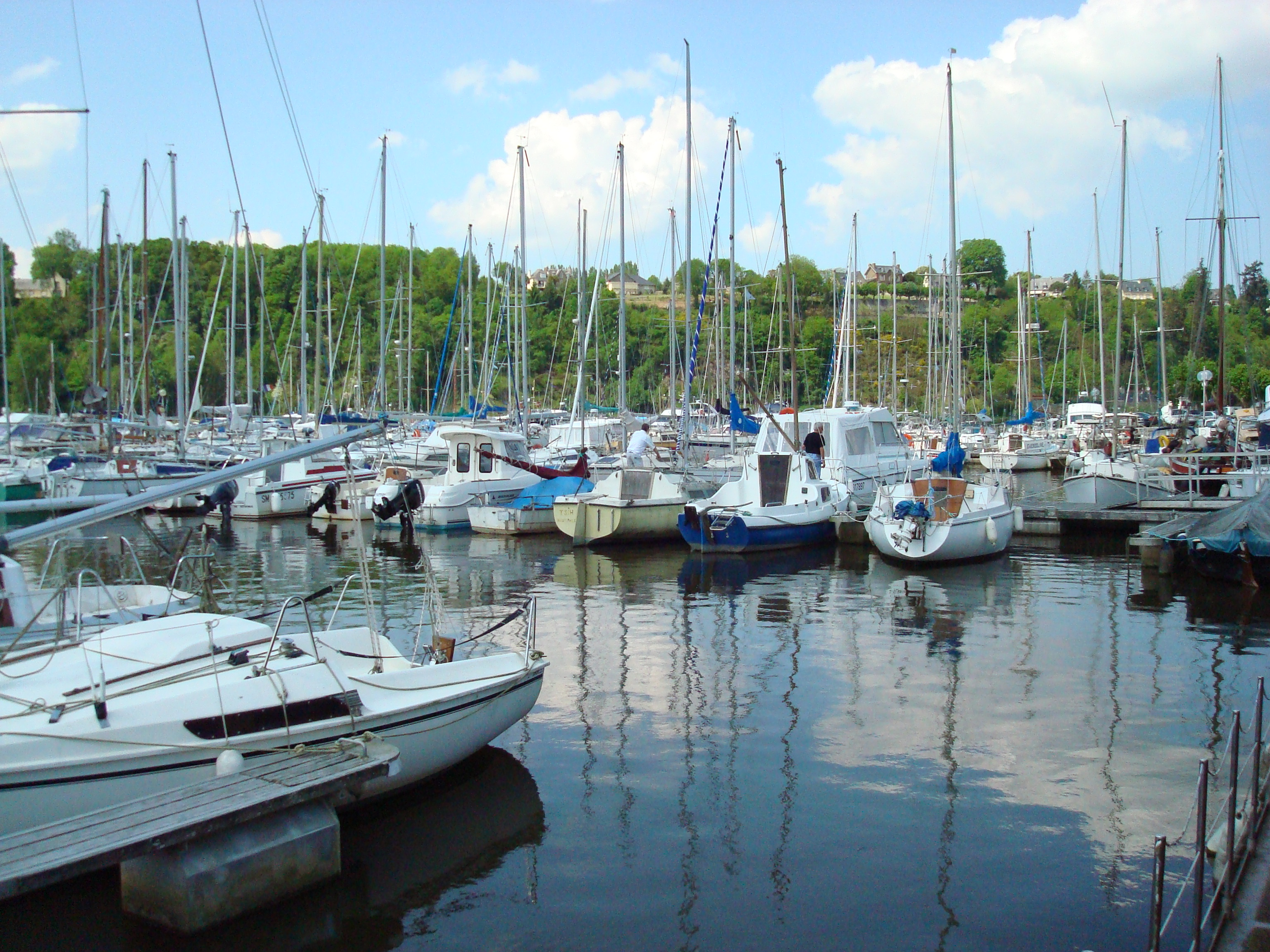
Le port de Lyvet vu des pontons.
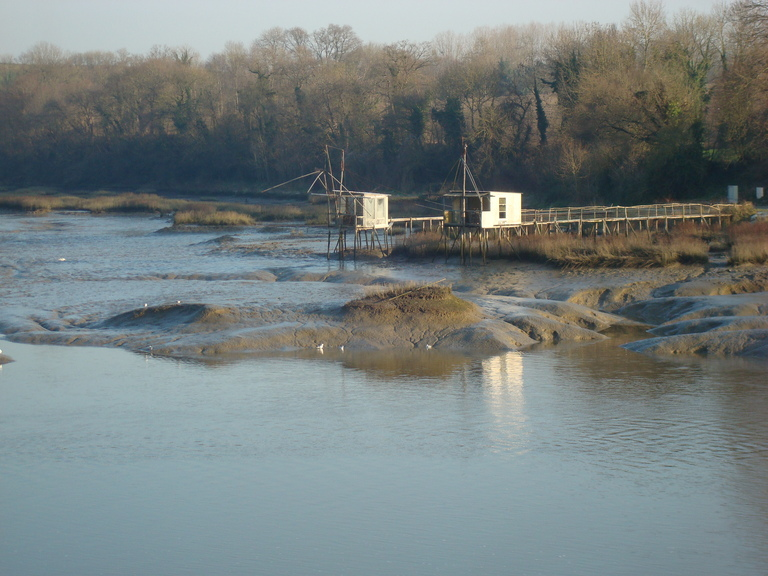
Les carrelets sur la Rance.
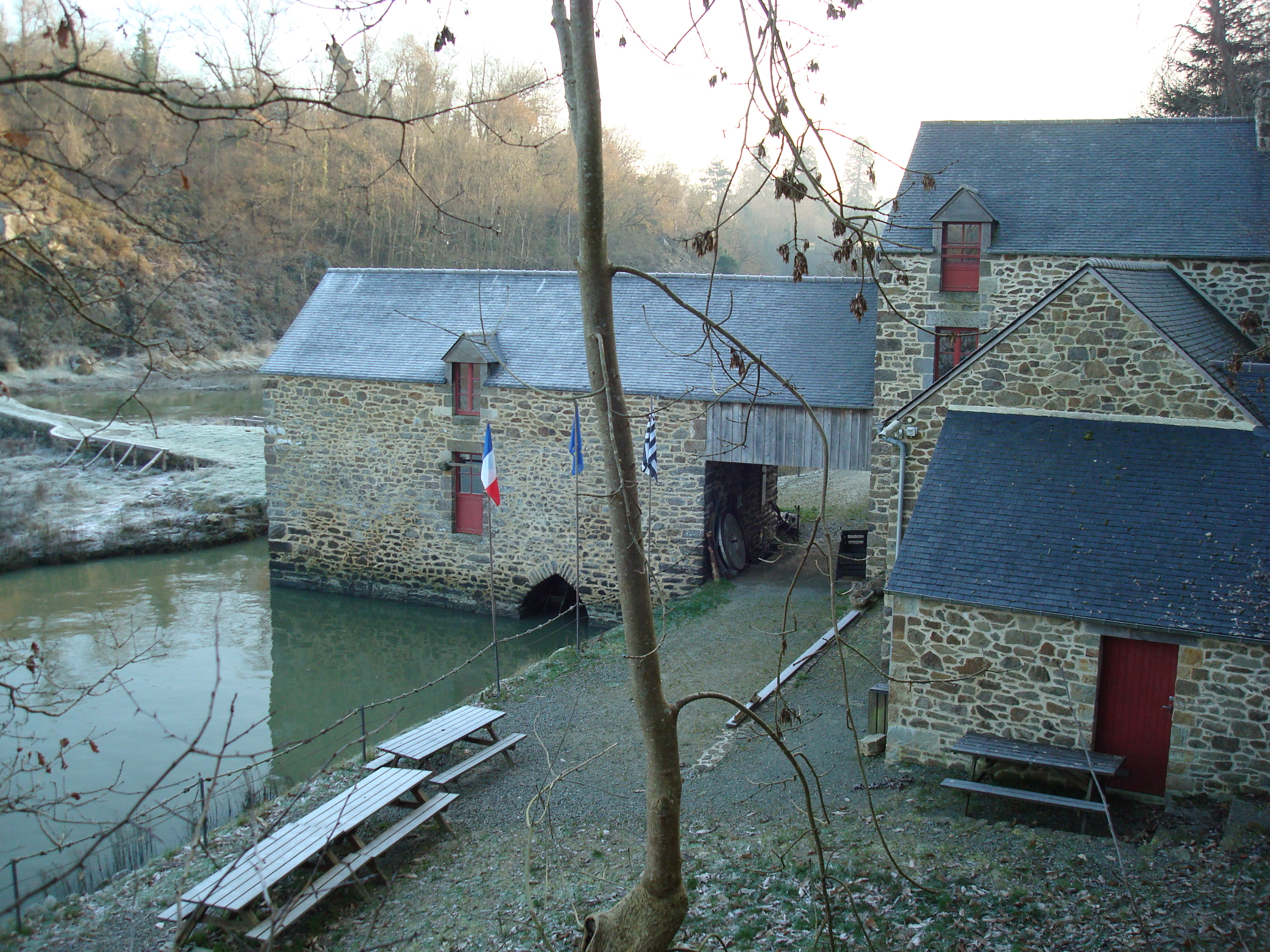
Moulin du Prat (moulin à marée sur la Rance).

## Personnalités liées à la commune
- William Kennedy Laurie Dickson, l'un des inventeurs du cinéma, le premier réalisateur de films (1891), né à La Vicomté-sur-Rance le 3 août 1860, qu'il quitte à 19 ans pour l'Angleterre puis les États-Unis. Mort le 28 septembre 1935 à Twickenham (banlieue de Londres).
- Jean-Claude Trichet (Fils de Jean Trichet, normalien et poète, né à Dinan en 1911 et mort à La Vicomté-sur-Rance en 1960)